# WTA Challenger Florianópolis
Das WTA Challenger Florianópolis (offiziell: MundoTenis Open) ist ein Tennisturnier der WTA Challenger Series, das seit 2023 in der brasilianischen Stadt Florianópolis auf dem Gelände des Jurerê Sports Center ausgetragen wird.

## Siegerliste

### Einzel
| Jahr | Siegerin         | Finalgegnerin           | Ergebnis |
| ---- | ---------------- | ----------------------- | -------- |
| 2023 | Ajla Tomljanović | Martina Capurro Taborda | 6:1, 7:5 |
| 2024 | Maja Chwalińska  | Ylena In-Albon          | 6:1, 6:2 |

### Doppel
| Jahr | Siegerinnen                   | Finalgegnerinnen                       | Ergebnis         |
| ---- | ----------------------------- | -------------------------------------- | ---------------- |
| 2023 | Sara Errani Léolia Jeanjean   | Julia Lohoff Conny Perrin              | 7:5, 3:6, [10:7] |
| 2024 | Maja Chwalińska Laura Pigossi | Nicole Fossa Huergo Walerija Strachowa | 7:63, 6:3        |